# باول بارنز
باول بارنز (بالإنجليزية: Paul Barnes)‏ (16 نوفمبر 1967 بليستر في المملكة المتحدة - ) هو لاعب كرة قدم بريطاني في مركز الهجوم. لعب مع برمنغهام سيتي وستوك سيتي ونادي بوري ونادي بيرنلي ونادي تشيسترفيلد ونادي دونكاستر روفرز ونادي يورك سيتي ونوتس كاونتي وهدرسفيلد تاون ونونيتون بورو ‏ ونادي تاموورث وهنكلي يونايتد ‏.

## وصلات خارجية
- باول بارنز على موقع قاعدة بيانات كرة القدم.إي يو (الإنجليزية)
- باول بارنز على موقع Soccerbase.com (لاعب) (الإنجليزية)
- باول بارنز على موقع عالم كرة القدم.نت (الإنجليزية)